# Sonate Bibliche
Con Sonate Bibliche ci si riferisce a una raccolta di sei sonate per strumento a tastiera di Johann Kuhnau.

## Storia
Pubblicate nel 1700 con il titolo Musicalische Vorstellung einiger biblischer Historien in sechs Sonaten auf dem Claviere zu spielen (tedesco, Rappresentazioni musicali di alcune storie bibliche in sei sonate da eseguire su strumento a tastiera), le composizioni, meglio conosciute come Biblische Sonaten (Sonate Bibliche), formano l'ultimo dei quattro gruppi di composizioni per strumento a tastiera pubblicati da Johann Kuhnau prima della sua nomina a Cantor della Thomaskirche di Lipsia nel 1701 (le altre raccolte sono la prima e la seconda parte del Neue Clavier-Übung, pubblicate nel 1689 e nel 1692, e il Frische Clavier-Früchte, una raccolta di sette sonate edita nel 1696).

## Struttura
Le Sonate Bibliche, saldamente nel solco delle teorizzazioni seicentesche sugli affetti, consistono in sei sonate a programma basate su altrettanti racconti dell'Antico Testamento, rispettivamente 1Sam 17-18, 1Sam 16, Genesi 29-31, 2Re 20, Giudici 6-7 e Genesi 49-50. L'ispirazione biblica non è inconsueta in un'epoca che considerava le Sacre Scritture come base della formazione dell'individuo ed è riscontrabile in numerosi altri lavori del periodo, come le Sonate del Rosario di Heinrich Ignaz Franz Biber (1676) o i due libri di Cantate Bibliche di Élisabeth Jacquet de La Guerre (1708 e 1711).
La prefazione delle sonate, scritta da Kuhnau, è un chiaro esempio di come la musica venisse considerata una scienza esatta: l'autore, infatti, sosteneva che le architetture musicali, mediante accorgimenti rigidamente razionalizzati, potessero influenzare direttamente le emozioni umane, ammettendo però che molto era condizionato dall'animo e dal carattere dell'ascoltatore.
Kuhnau dimostrò di conoscere bene le difficoltà della musica a programma, affermando come fosse relativamente semplice, nella musica strumentale, riprodurre alcuni effetti, come il canto degli uccelli o il rumore delle cannonate, «in modo tale che l'ascoltatore possa cogliere le intenzioni del compositore, anche senza l'uso delle parole». Per trasmettere immagini più complesse, invece, si deve «puntare su analogie, scrivendo la musica in modo tale da evidenziare le qualità che essa ha in comune con l'oggetto rappresentato».
Kuhnau intese dunque dimostrare, anche e soprattutto agli increduli, le potenzialità espressive dei suoni. Il compositore, infatti, oltre a dichiarare di essersi rifatto a modelli espressivi di autori precedenti, come Johann Jakob Froberger, affermò che la musica è in grado di esprimere nella stessa misura della pittura e della scultura le diverse emozioni. In aggiunta ai titoli, Kuhnau annotò in italiano, alle battute iniziali di ogni movimento, una breve descrizione di ciò che intendeva rappresentare. La natura di molte di queste annotazioni, come Il tremore degl'Israeliti alla comparsa del Gigante, può oggi sembrare bizzarra, ma era una componente fondamentale della retorica musicale barocca.
Nella prefazione, l'autore descrisse anche alcune scelte da lui stesso operate nella composizione delle sonate. Kuhnau spiegò che il primo movimento della prima sonata «rappresenta in musica il ringhio e il passo di Golia mediante un tema rozzo e prepotente. Il combattimento dei Filistei e il loro inseguimento è rappresentato da una fuga con note veloci». Nella terza sonata il compositore racconta di aver descritto l'inganno di Laban «confondendo l'orecchio degli ascoltatori mediante inaspettate progressioni da una tonalità a un'altra».

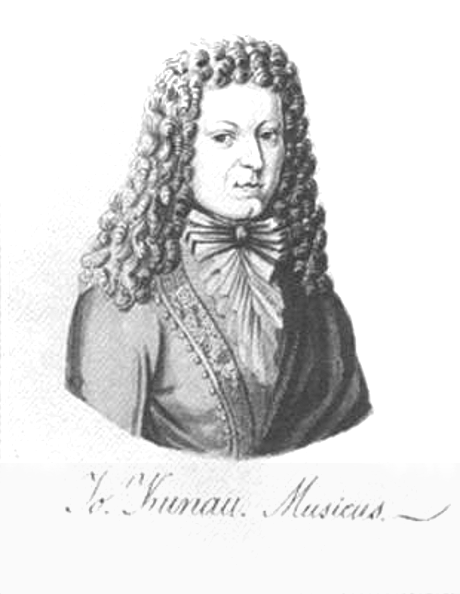
Johann Kuhnau.

Per figurare i combattimenti, Kuhnau utilizzò volute dissonanze, come, ad esempio, un Si♭ e un Sol# in contemporanea ne Il di lui paura, vedendosi addosso un grand'essercito de' nemici della quinta sonata. Quando le anime si rivolgono a Dio in preghiera, Kuhnau introduce la melodia di due corali luterani: nella seconda sezione della prima sonata, Il tremore degl'Israeliti alla comparsa del Gigante, e la loro preghiera fatta a Dio, l'autore utilizza una continua ripetizione di note per esprimere la paura, mentre il cantus firmus è rappresentato dalla melodia del corale Aus tiefer Not schrei ich zu dir di Martin Lutero. Ne Il lamento di Hiskia per la morte annonciatagli e le sue preghiere ardenti della quarta sonata, invece, il compositore utilizza la melodia della strofa Heil du mich, lieber Herre, tratta dal corale Ach Herr mich armen Sünder.
La qualità delle varie sezioni è molto eterogenea: si va da pezzi ingegnosi come La tristezza ed il furore del Rè della seconda sonata, dove la musica si alterna nell'esprimere la follia, la disperazione, gli scatti d'ira, i barlumi di sanità e di rassegnazione, a brani decisamente banali, come La Canzona refrigerativa dell'arpa di Davide, dove, dopo sole otto battute, l'impianto tematico diventa del tutto ripetitivo.
Dal punto di vista tecnico, le sonate contengono vari elementi francesi (lo stile improvvisatorio nel quarto movimento della sesta sonata), italiani (la scrittura toccatistica nella narrazione della battaglia di Gedeone) e tedeschi. Ampio è l'uso di figure retoriche tipicamente seicentesche. La scelta delle tonalità non è casuale: ogni sonata, infatti, rispecchia determinate caratteristiche decodificate dalla retorica del tempo, che Kuhnau intese trasmettere agli ascoltatori. Nella prima sonata, ad esempio, l'arroganza del gigante Golia è rappresentata dal do maggiore, considerata una «tonalità gaia e guerriera» dotata di «carattere insolente».
Il tracciato tonale rispecchia spesso la figura del chiasmo e il percorso modulante prevede, in genere, una crescita della tensione al centro delle sonate, in corrispondenza degli eventi più carichi di drammaticità, tensione che poi si attenua con il ritorno alla tonalità d'impianto. Anche la tipologia dei movimenti rispecchia l'esigenza seicentesca delle diverse caratterizzazioni affettive: danze quali il minuetto e la giga sono utilizzate in contesti gioiosi, mentre la forma libera della toccata si presta alla rappresentazione di immagini drammatiche.
Kuhnau non indicò uno specifico strumento di destinazione delle sonate, le quali possono essere indifferentemente eseguite al clavicembalo, al clavicordo o all'organo. Il carattere descrittivo della raccolta può aver influenzato il giovane Johann Sebastian Bach per il suo Capriccio sopra la lontananza del suo fratello dilettissimo, un insieme di musiche a programma composto nel 1704 in occasione della partenza del fratello Johann Jacob, arruolatosi come oboista nell'esercito del re Carlo XII di Svezia.

## Le sei sonate
1. Suonata prima. Il Combattimento trà David e Goliath.
  1. Le bravate di Goliath.
  2. Il tremore degl'Israeliti alla comparsa del Gigante, e la loro preghiera fatta a Dio.
  3. Il Coraggio di David, ed il di lui ardore di rintuzzar l'orgoglio del nemico spaventevole, colla sua confidenza messa nell'ajuto di Dio.
  4. Il combattere frà l'uno e l'altro e la loro contesa. Vien tirata la selce colla frombola nella fronte del Gigante. Casca Goliath.
  5. La fuga de' Filistei, che vengono persequitati ed amozzati dagl'Israeliti.
  6. La gioia degl'Israeliti per la loro Vittoria.
  7. Il Concerto Musico delle Donne in honor di Davide.
  8. Il Giubilo comune, ed i balli d'allegrezza del Populo.
2. Suonata seconda. Saul malinconico e trastullato per mezzo della Musica.
  1. La tristezza ed il furore del Rè.
  2. (Senza titolo).
  3. La Canzona refrigerativa dell'arpa di Davide.
  4. L'animo tranquillo e contento di Saulo.
3. Suonata terza. Il Maritaggio di Giacomo.
  1. La gioia della famiglia di Laban per la gionta di Giacomo loro parente.
  2. La servitù di Giacomo faticosa sì, alleggerita però per l'amor verso Rahel, collo scherzo degli amanti mescolatovi.
  3. L'epitalamio cantato dalle donzelle Compagne di Rahel.
  4. L'allegrezza delle nozze, e le Congratulazioni.
  5. L'inganno di Laban.
  6. (Senza titolo).
  7. Lo sposo amoroso e contento.
  8. Il cuore gli predice qualche male. Si rincora. Gli vien sonno. Egli si desta. Si addormenta.
  9. Il dispiacer di Giacomo nel vedersi ingannato.
  10. Si replica l'allegrezza delle nozze.
4. Suonata quarta. Hiskia agonizzante e risanato.
  1. Il lamento di Hiskia per la morte annonciatagli e le sue preghiere ardenti.
  2. La di lui confidenza in Iddio.
  3. L'allegrezza del Rè convalescente. Si ricorda del male passato. Se ne dimentica.
5. Suonata quinta. Gideon Salvadore del Populo d'Israel.
  1. Il dubbio di Gideon della Vittoria promessagli da Dio. Lo prova in un'altra maniera contraria.
  2. Il di lui paura, vedendosi addosso un grand'essercito de' nemici.
  3. Ripiglia animo, sentendosi esporr a' suoi nemici, quel che sognarono d'esso lui.
  4. Gideon incoraggia i suoi soldati.
  5. Il suono delle trombe, overo dei tromboni, e della rottura delle broche, ed il grido dei combattenti.
  6. La fuga dei nemici perseguitati dagl'Israeliti.
  7. La loro allegrezza della Vittoria segnalata.
6. Suonata sesta. La Tomba di Giacob.
  1. Il dolore dei figlii di Giacob, assistenti al letto del loro Padre moribondo, raddolcito un poco dalla paterna benedittione.
  2. Pensano alle consequenze di questa morte.
  3. Il Viaggio d'Egitto nel Paese di Canaan.
  4. La sepoltura d'Israele, ed il lamento dolorosissimo fatto da gli assistenti.
  5. L'animo consolato dei sopraviventi.

## Discografia essenziale
- 1970 circa - Biblical Sonatas for Keyboard, Eberhard Kraus.
- 1989 - Musicalische Vorstellung einiger biblischer Historien, Gustav Leonhardt, Das Alte Werk - Teldec, 2 CD.
- 1989 - Biblische Historien Nos 1, 2, 3, 6, Anikó Horváth, Hungaroton - White Label.
- 2003 - Keyboard Works. Frische Clavier Früchte, Biblical Sonatas, John Butt, Harmonia Mundi, 2 CD.
- 2012 - Biblische Sonaten, Federico Caldara, Concerto Classics.